# Biserica reformată din Șirioara

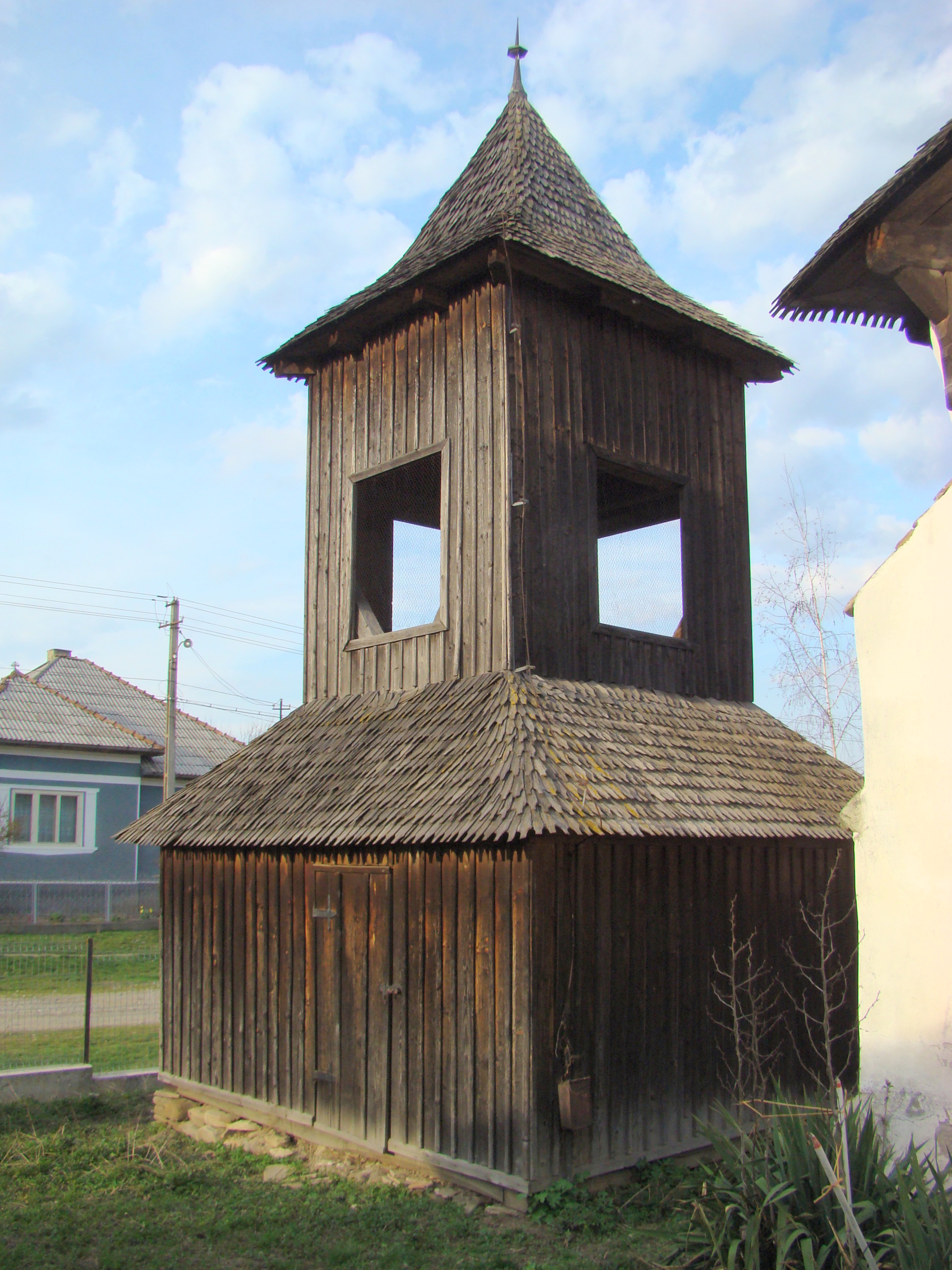
Clopotniţa de lemn (secolul XVIII)

Biserica reformată din Șirioara este un monument istoric aflat pe teritoriul satului Șirioara; comuna Șieu-Odorhei.

## Localitatea
Șirioara (în maghiară Sajósárvár) este un sat în comuna Șieu-Odorhei din județul Bistrița-Năsăud, Transilvania, România. Satul a fost menționat pentru prima dată în 1345, cu numele Sarwar.

## Biserica
Satul era o așezare catolică pură în Evul Mediu. În 1334, preotul Péter era menționat în lista dijmelor papale. În secolul al XIV-lea exista o biserică de piatră, reconstruită în stil gotic în secolul următor. În momentul Reformei locuitorii au trecut la unitarianism. Așezarea și biserica au fost distruse în 1602 de trupele lui Gheorghe Basta. Populația s-a întors la calvinism în prima jumătate a secolului al XVII-lea, biserica fiind ruinată la acea vreme (1644). A fost reparată în 1717, dar în 1828 deteriorarea sa era din nou înregistrată. În 1976, datorită reducerii drastice a numărului de enoriași, biserica era într-o stare complet inutilizabilă, cu un acoperiș deteriorat și tencuiala căzută. Biserica a beneficiat de o reabilitare în 1992.

## Imagini din exterior

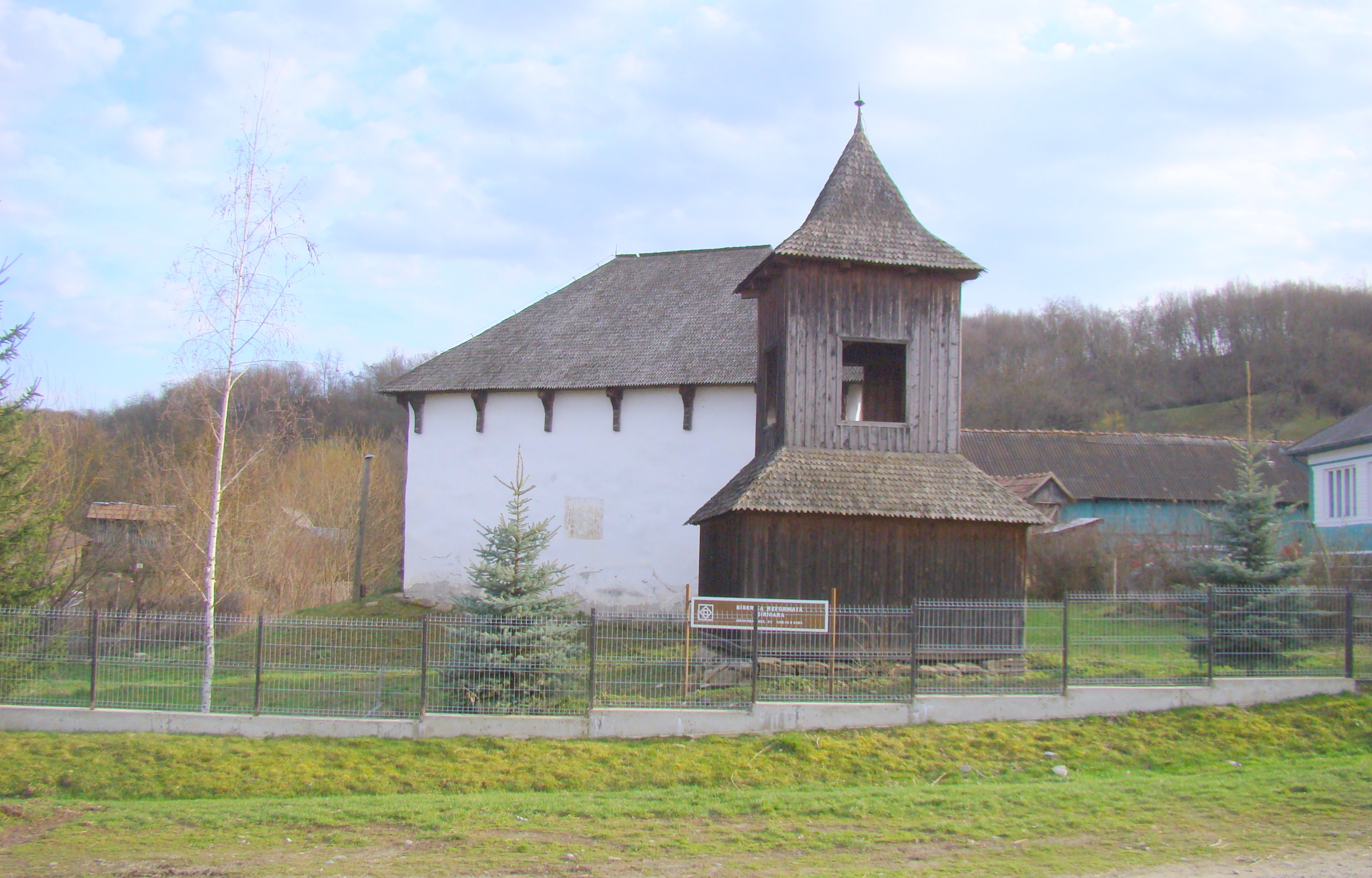
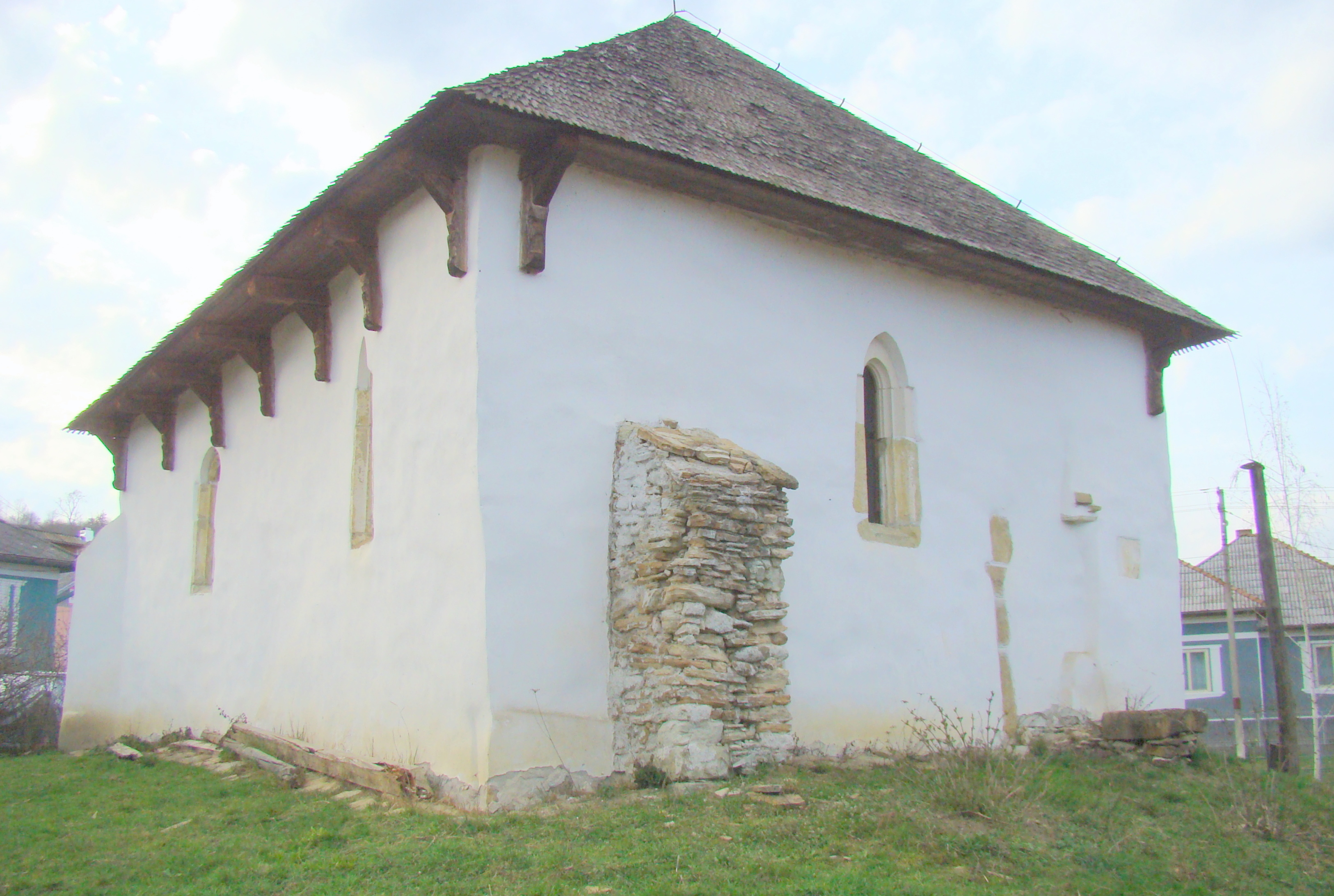
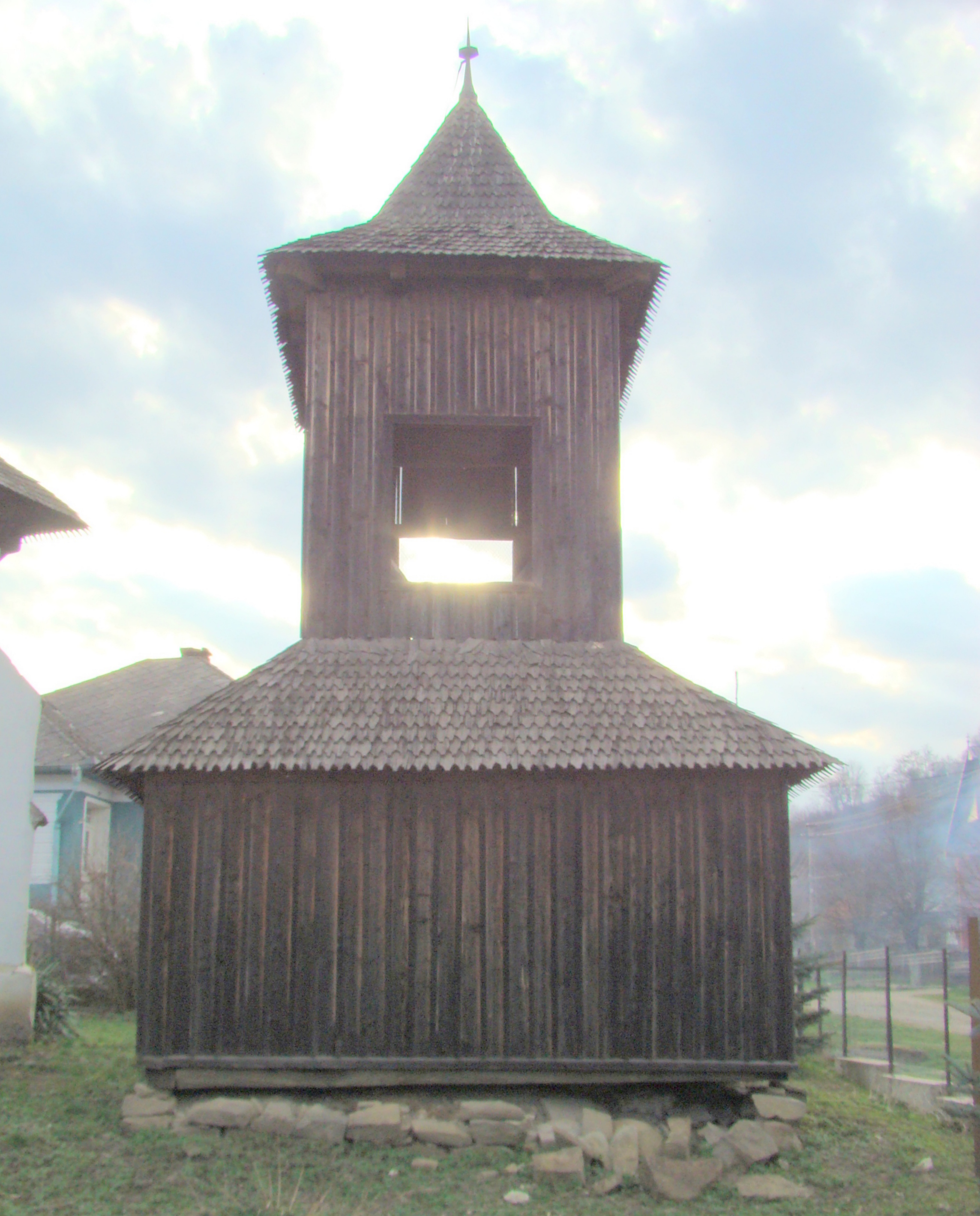
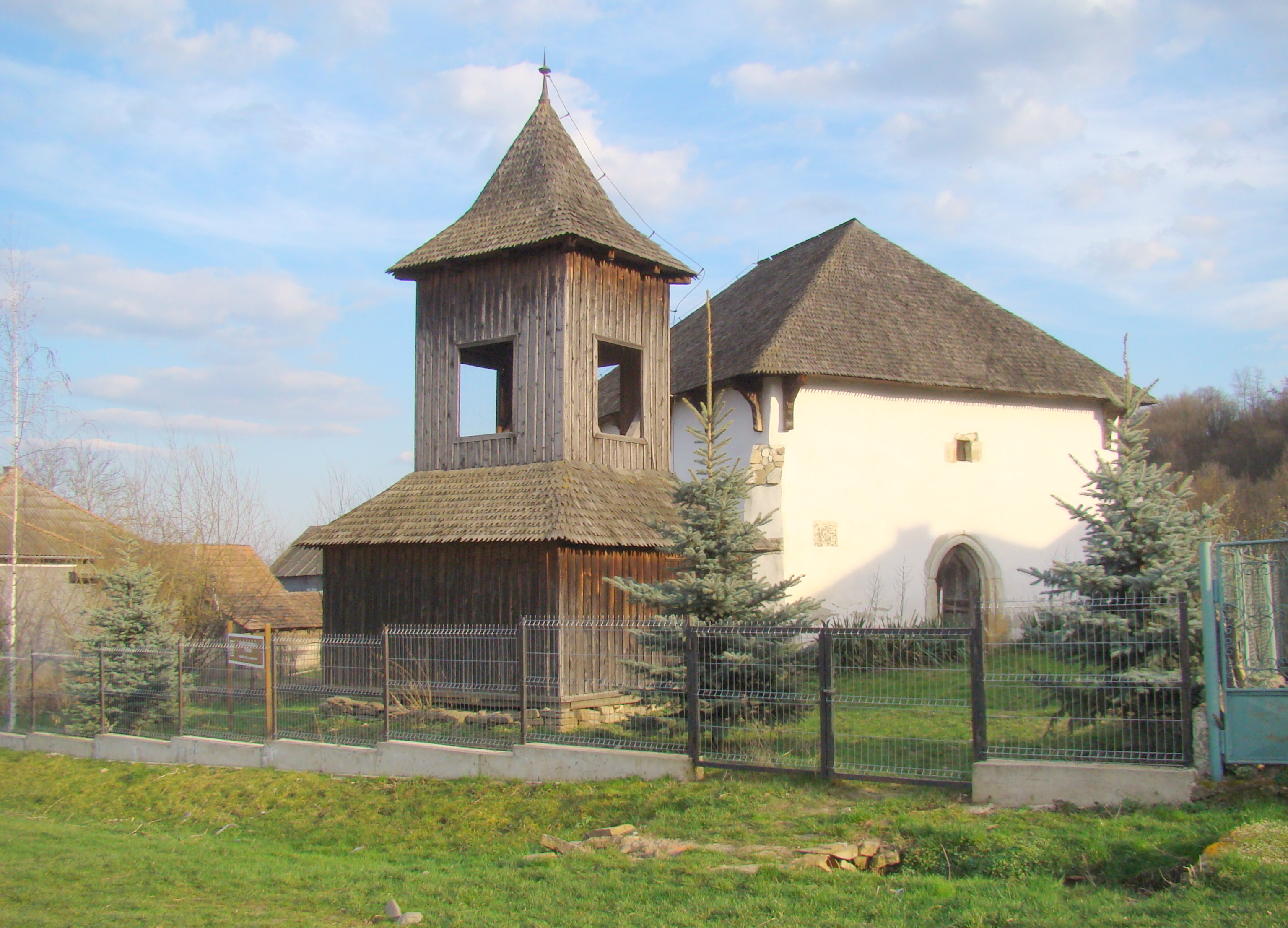
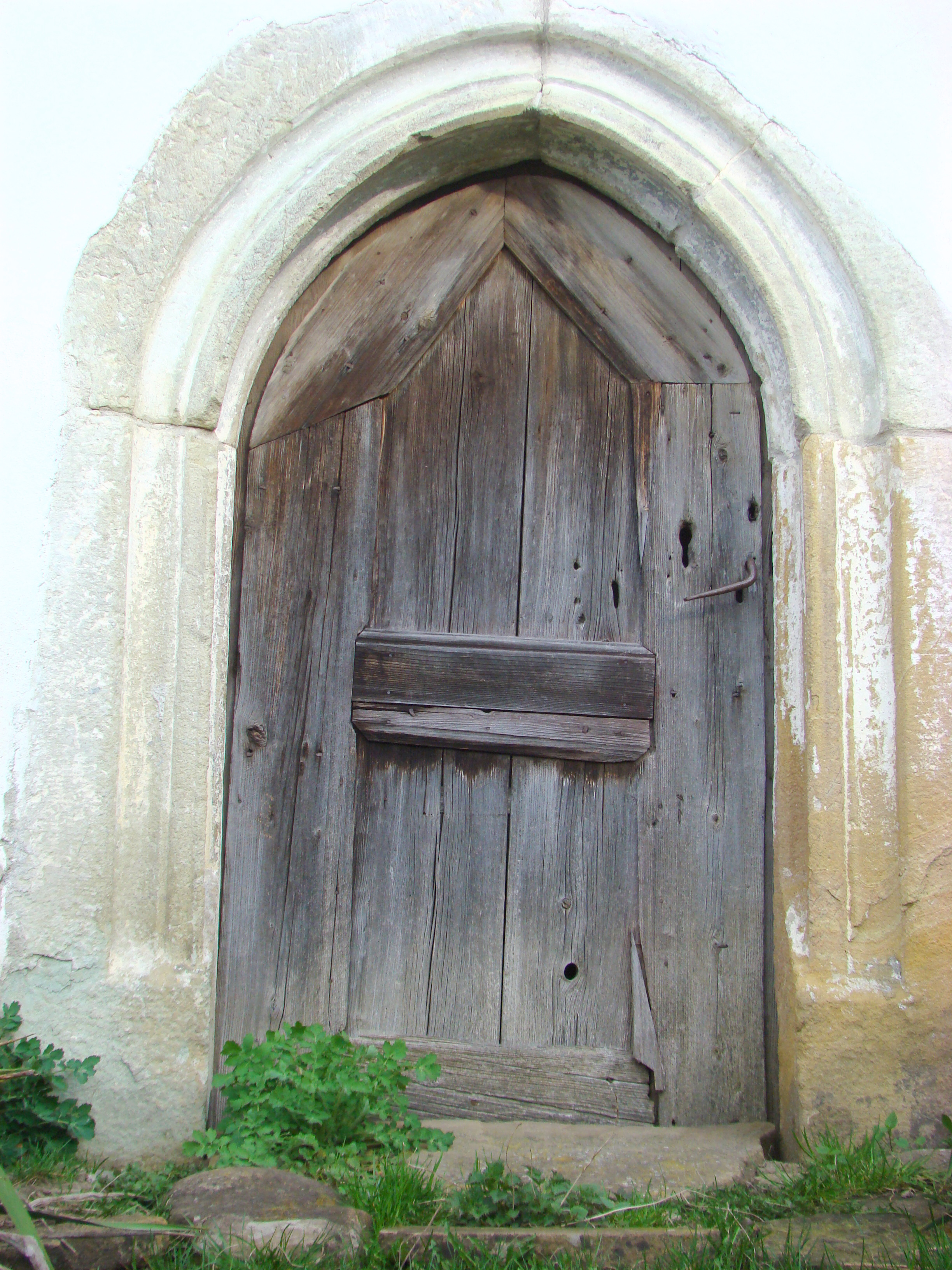
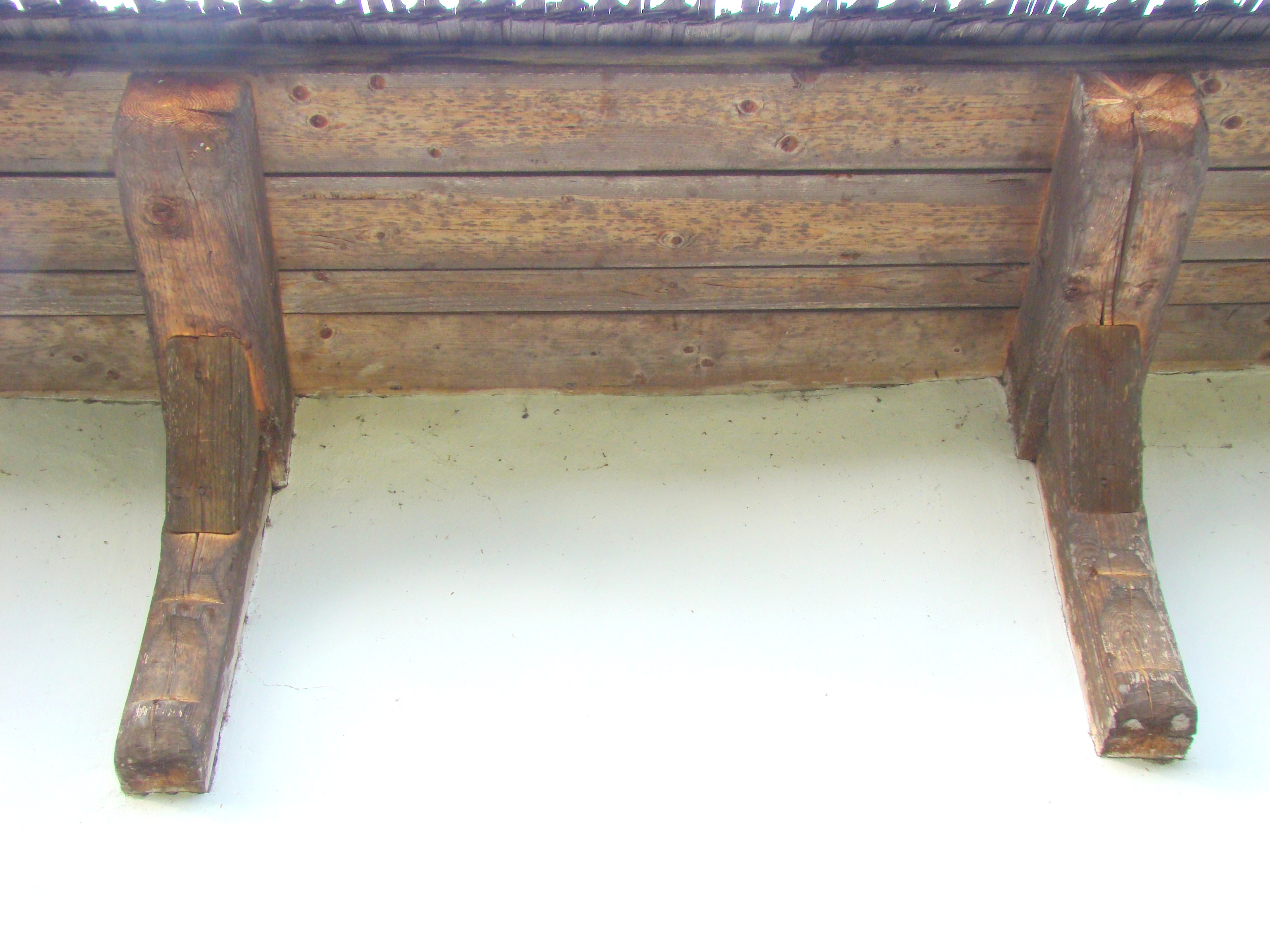
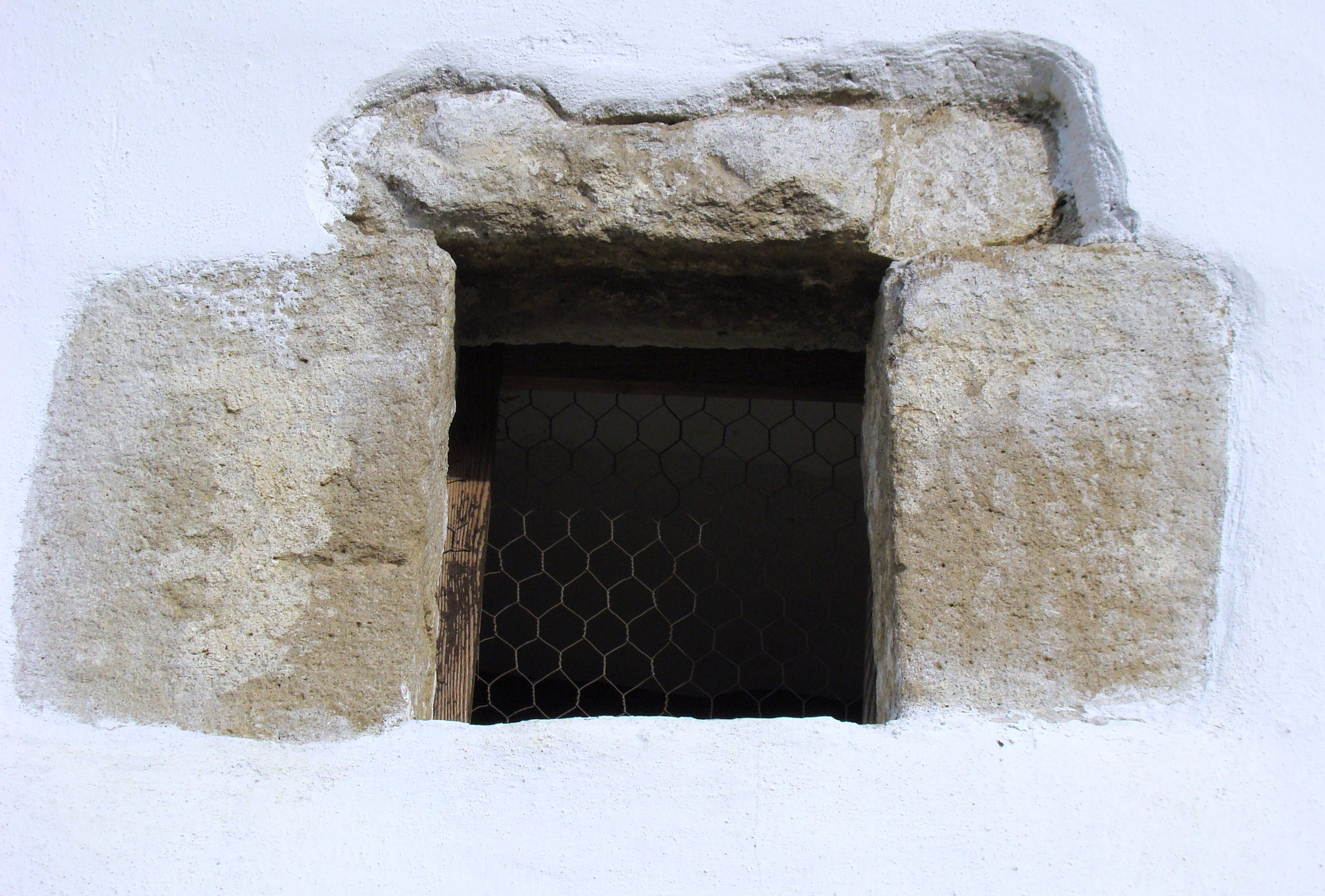
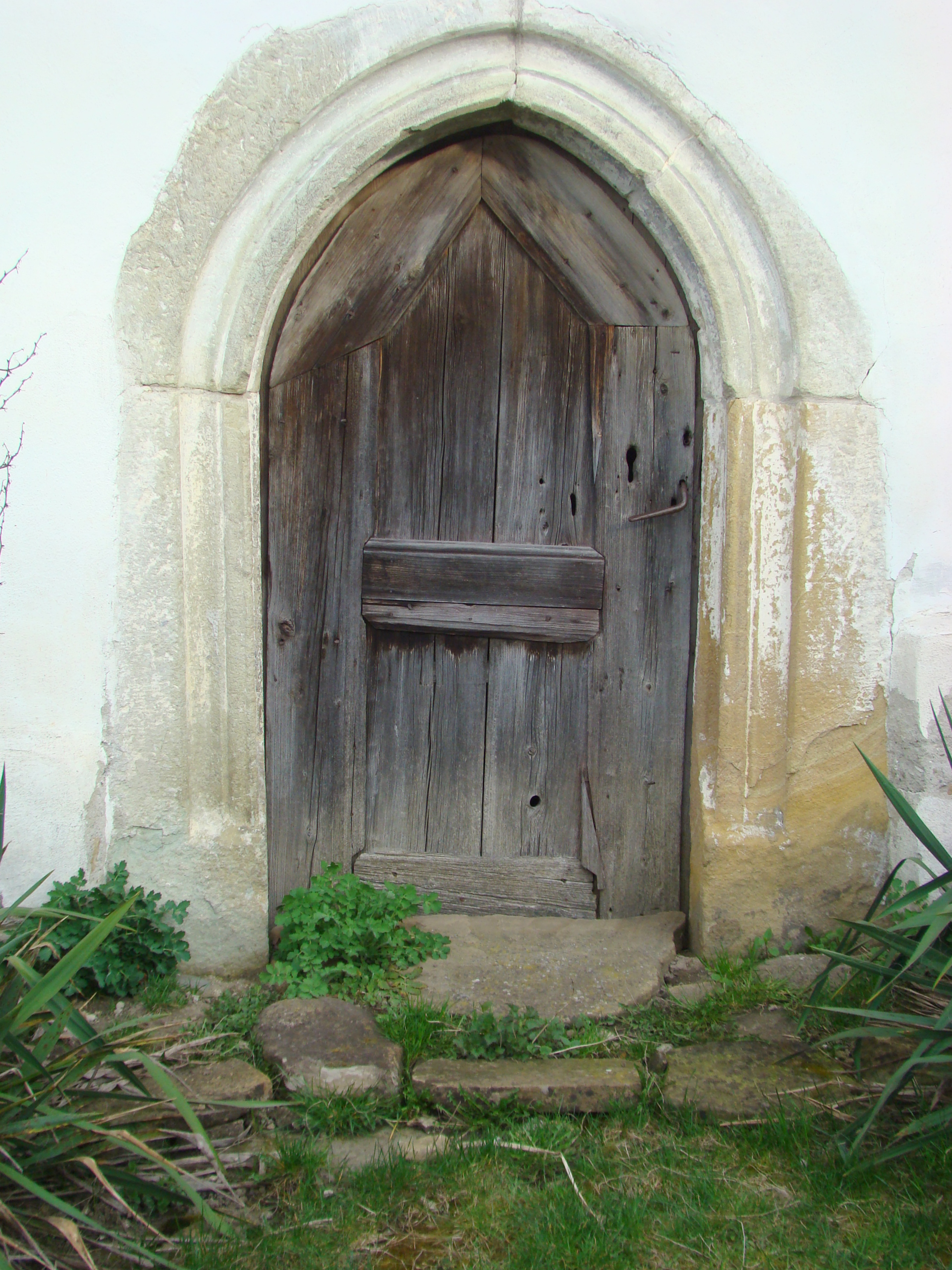
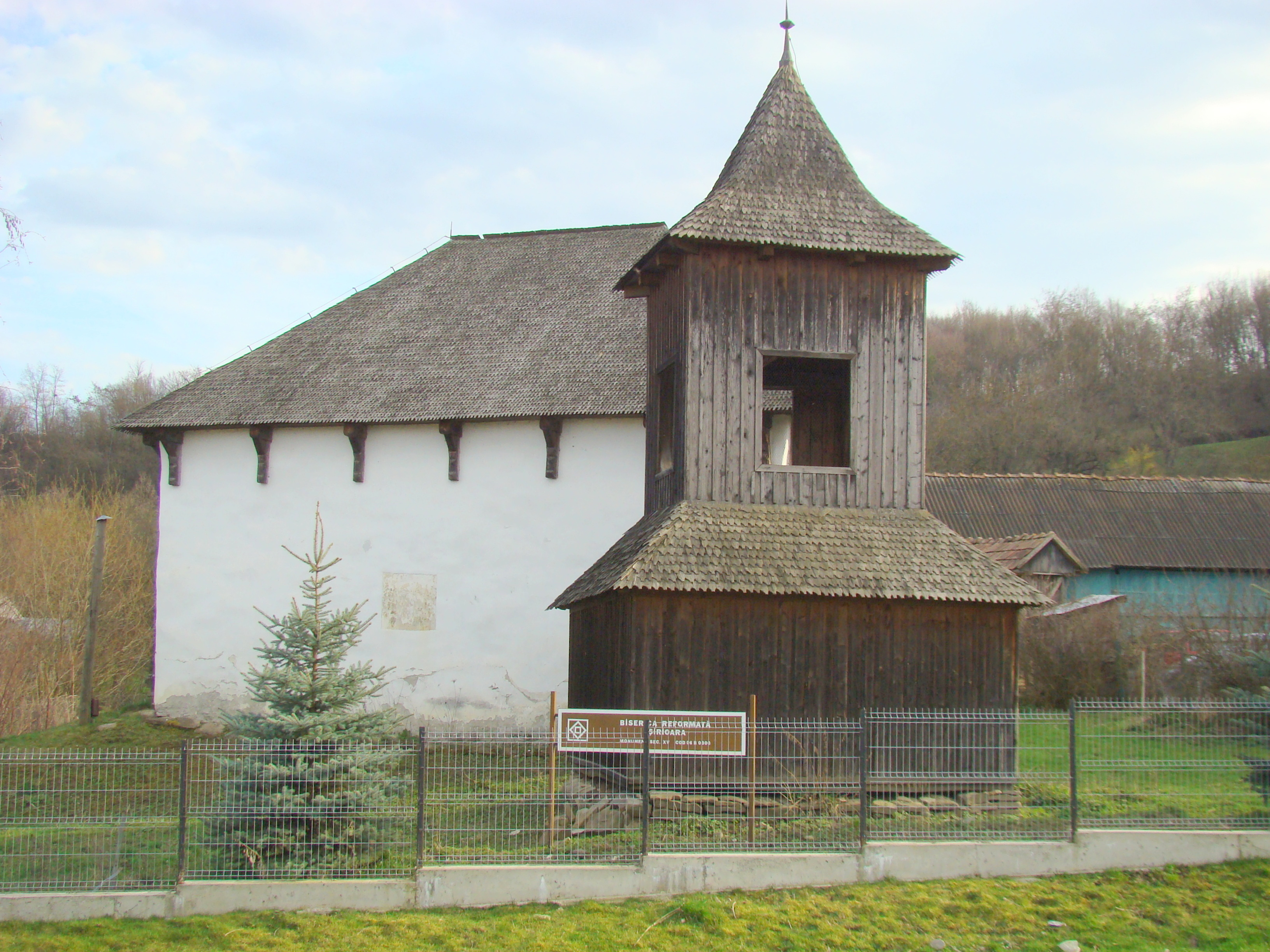
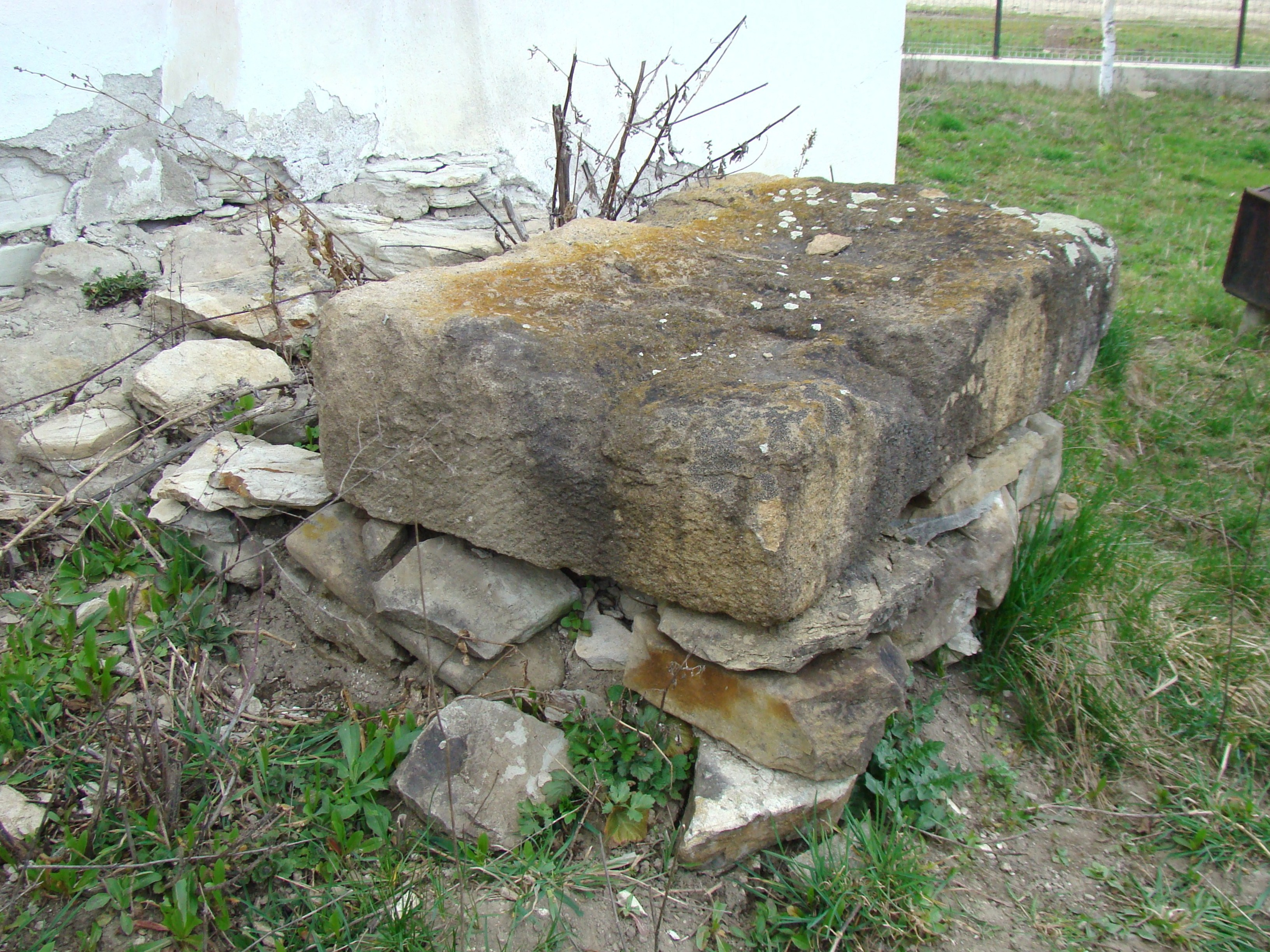
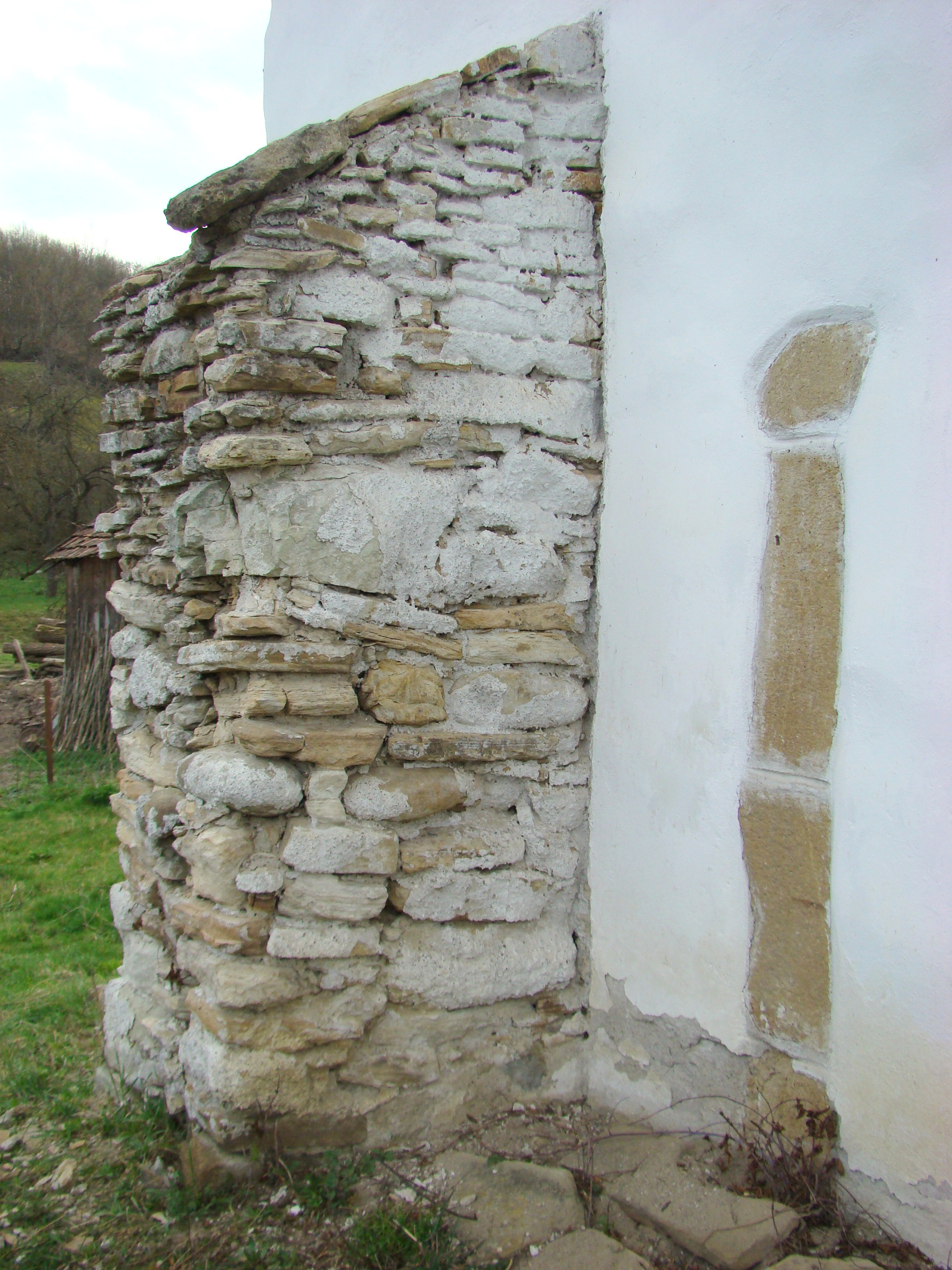
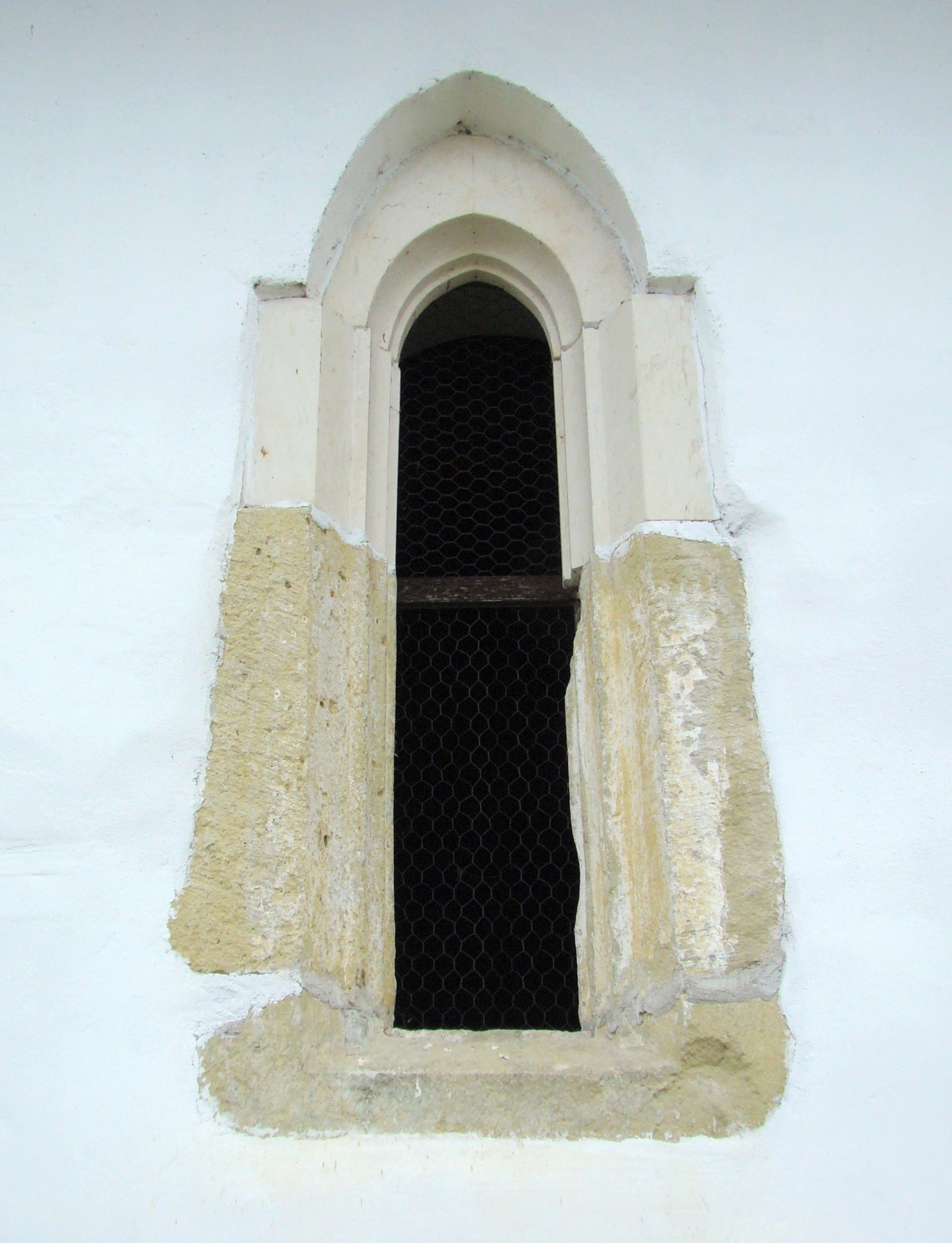
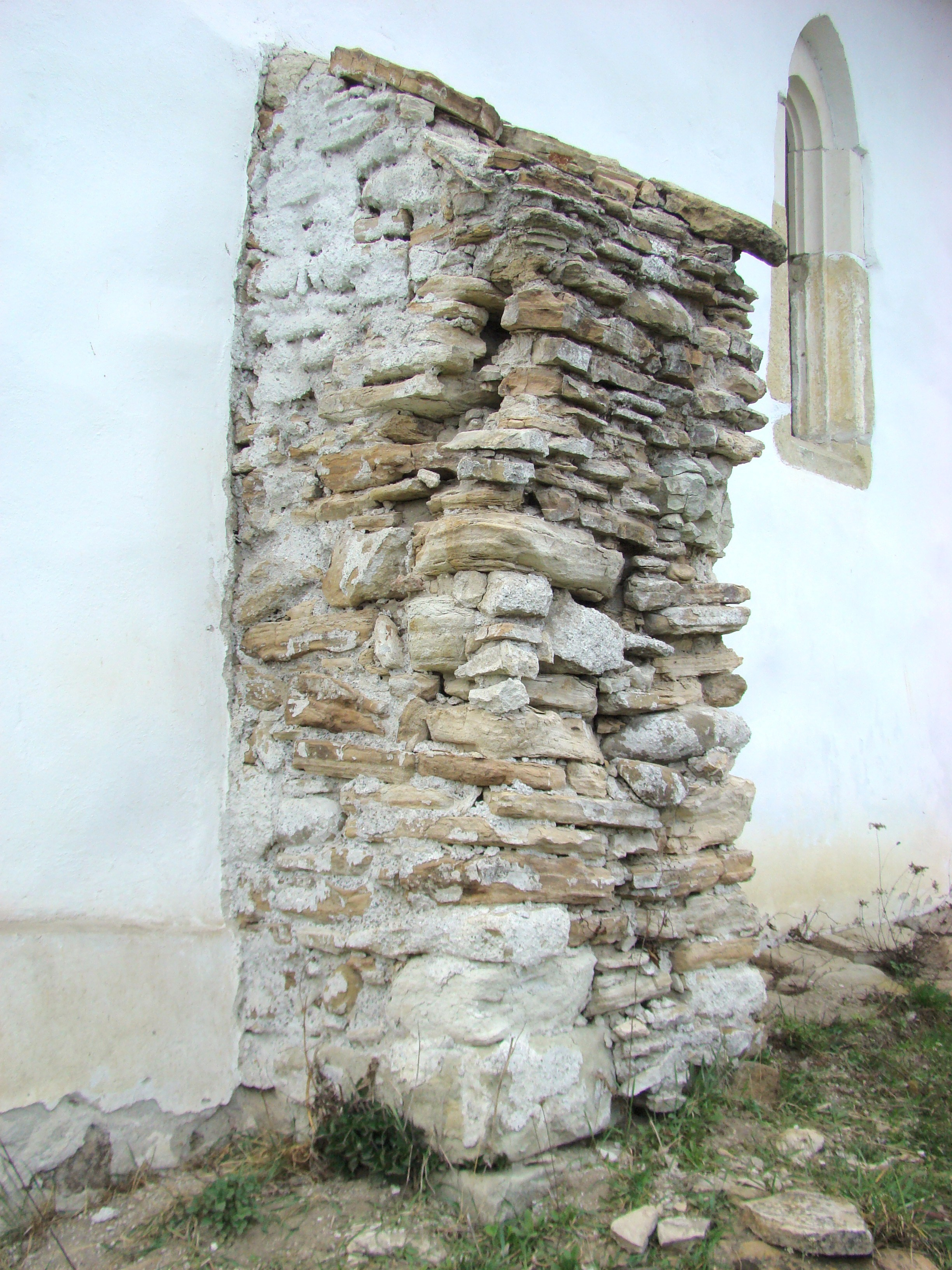
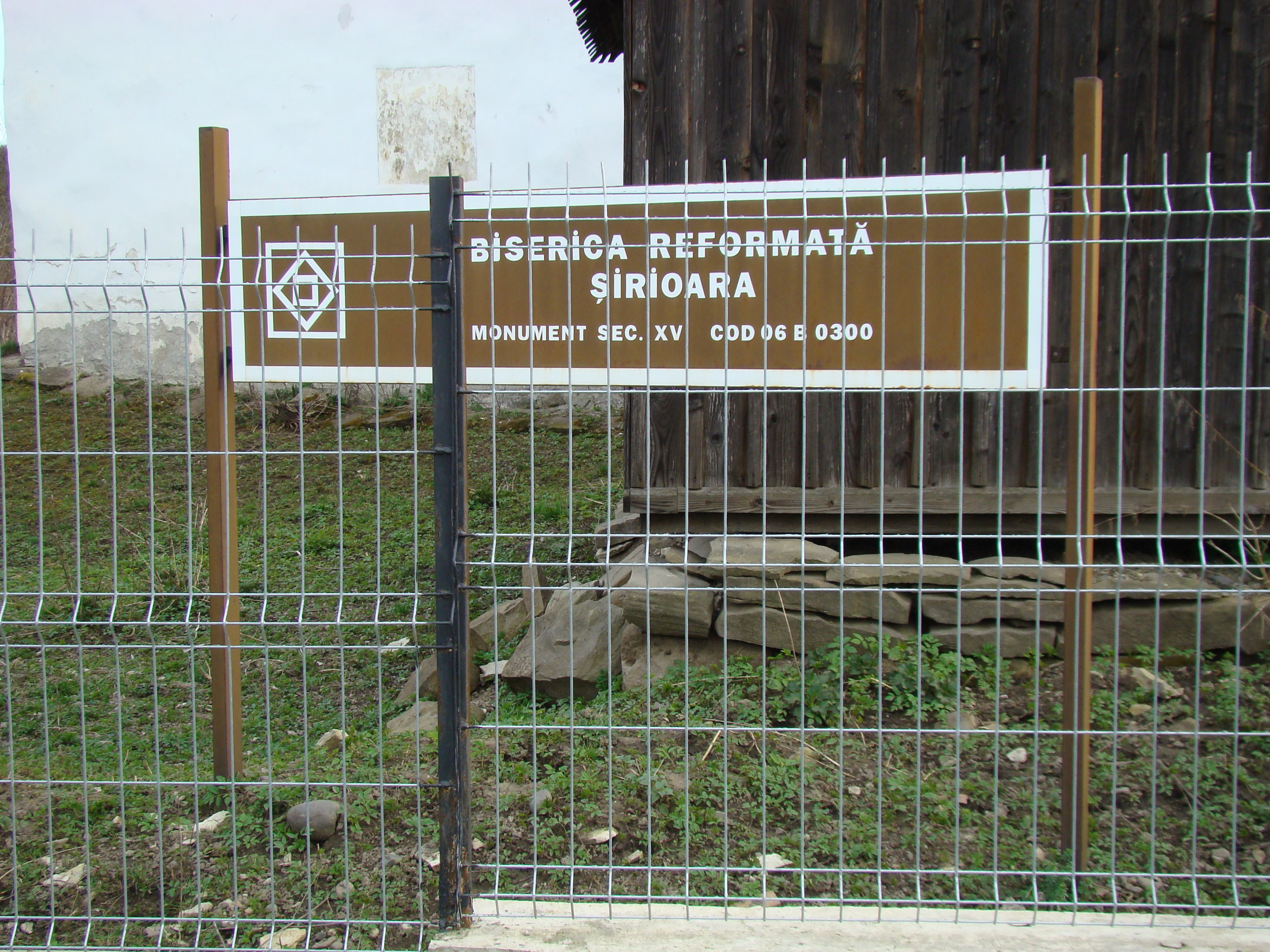
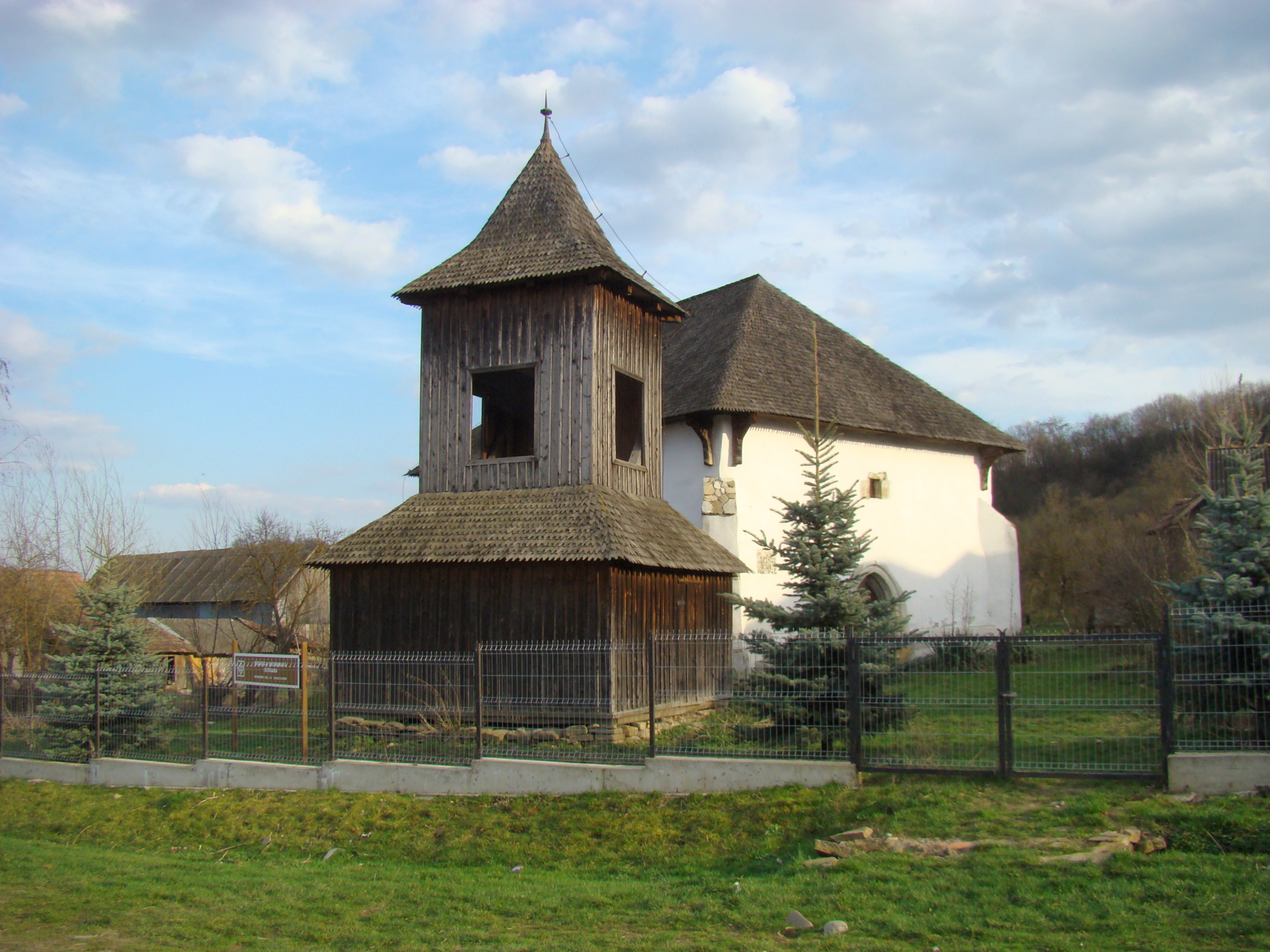
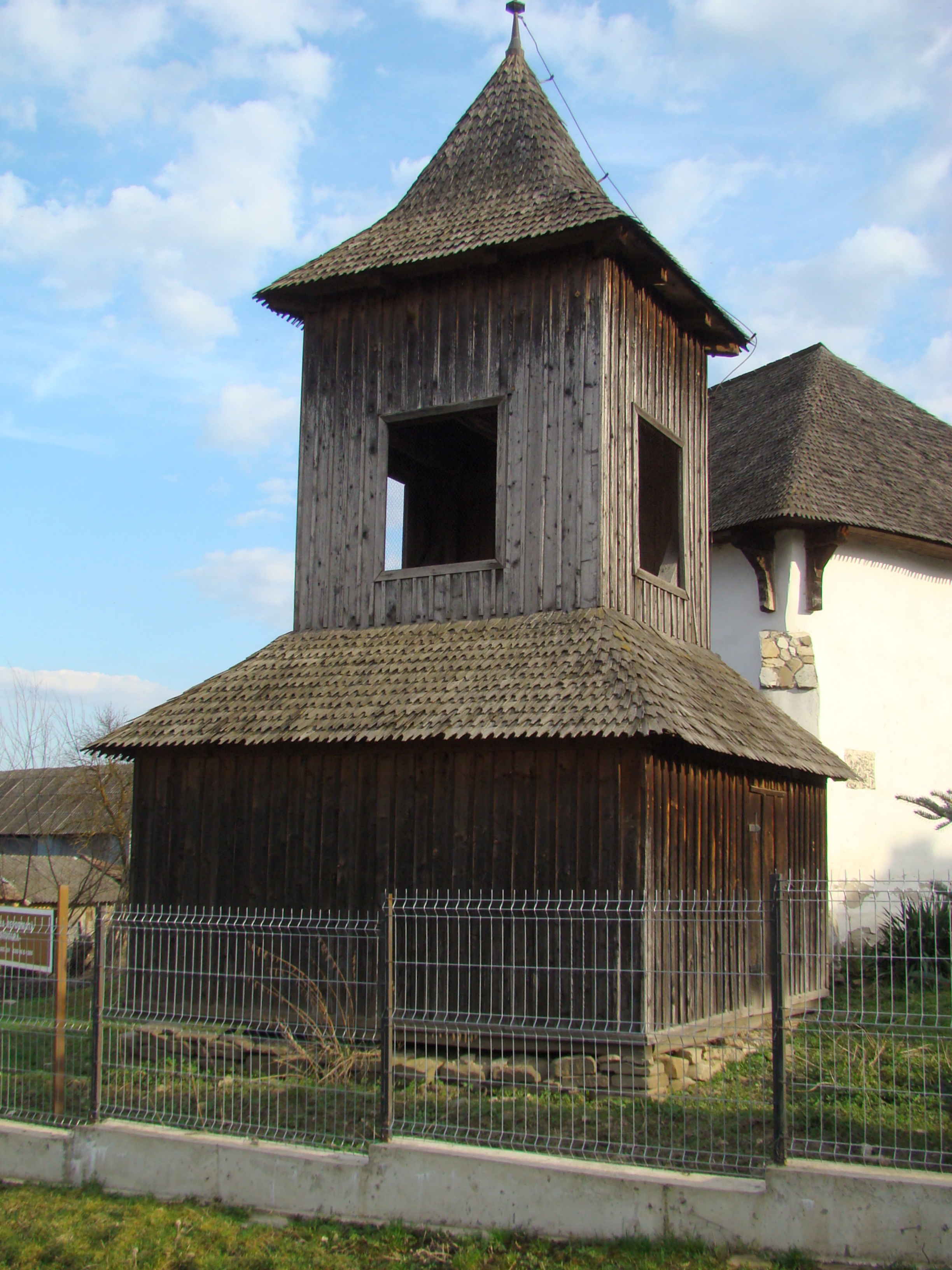
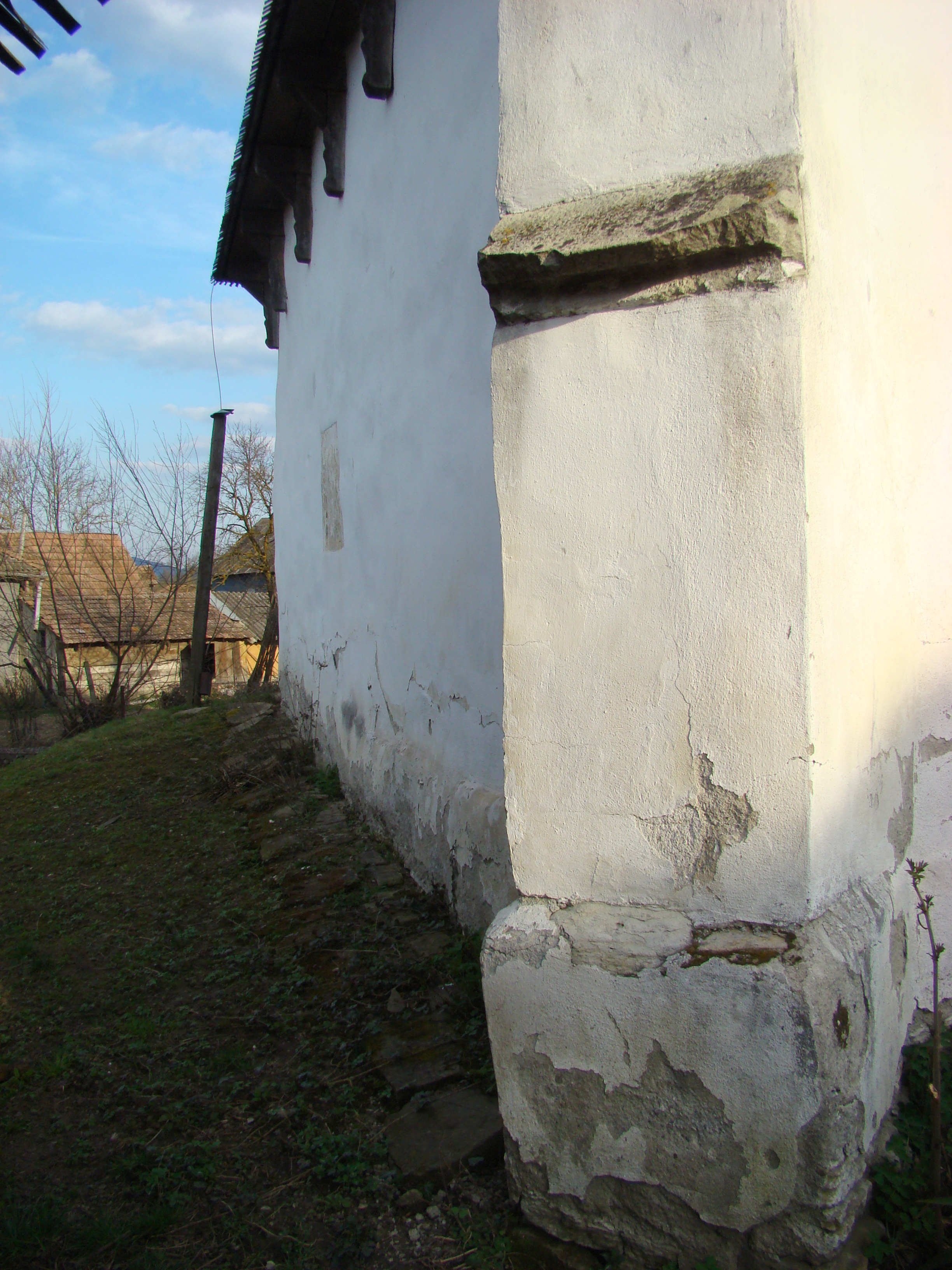
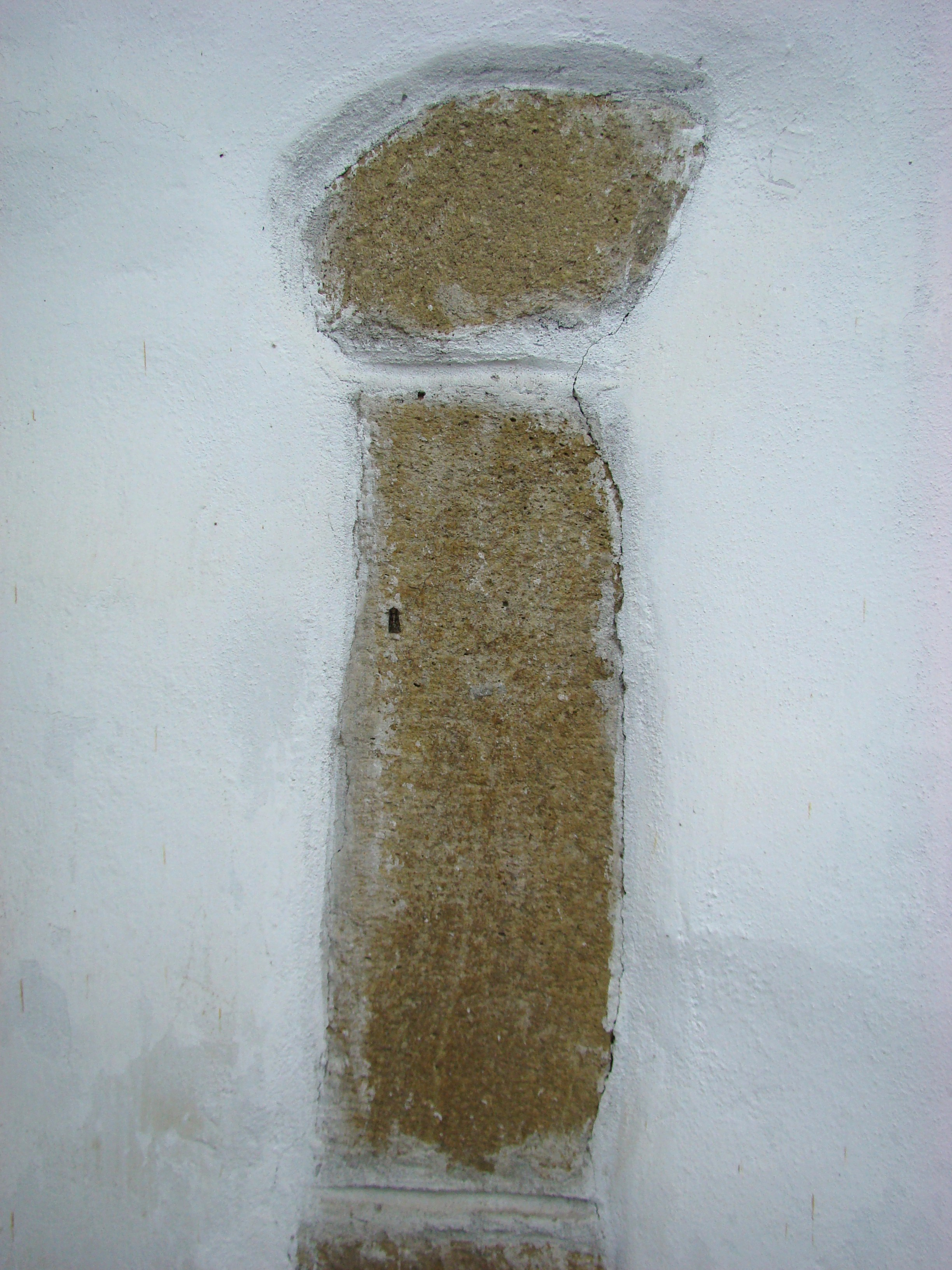
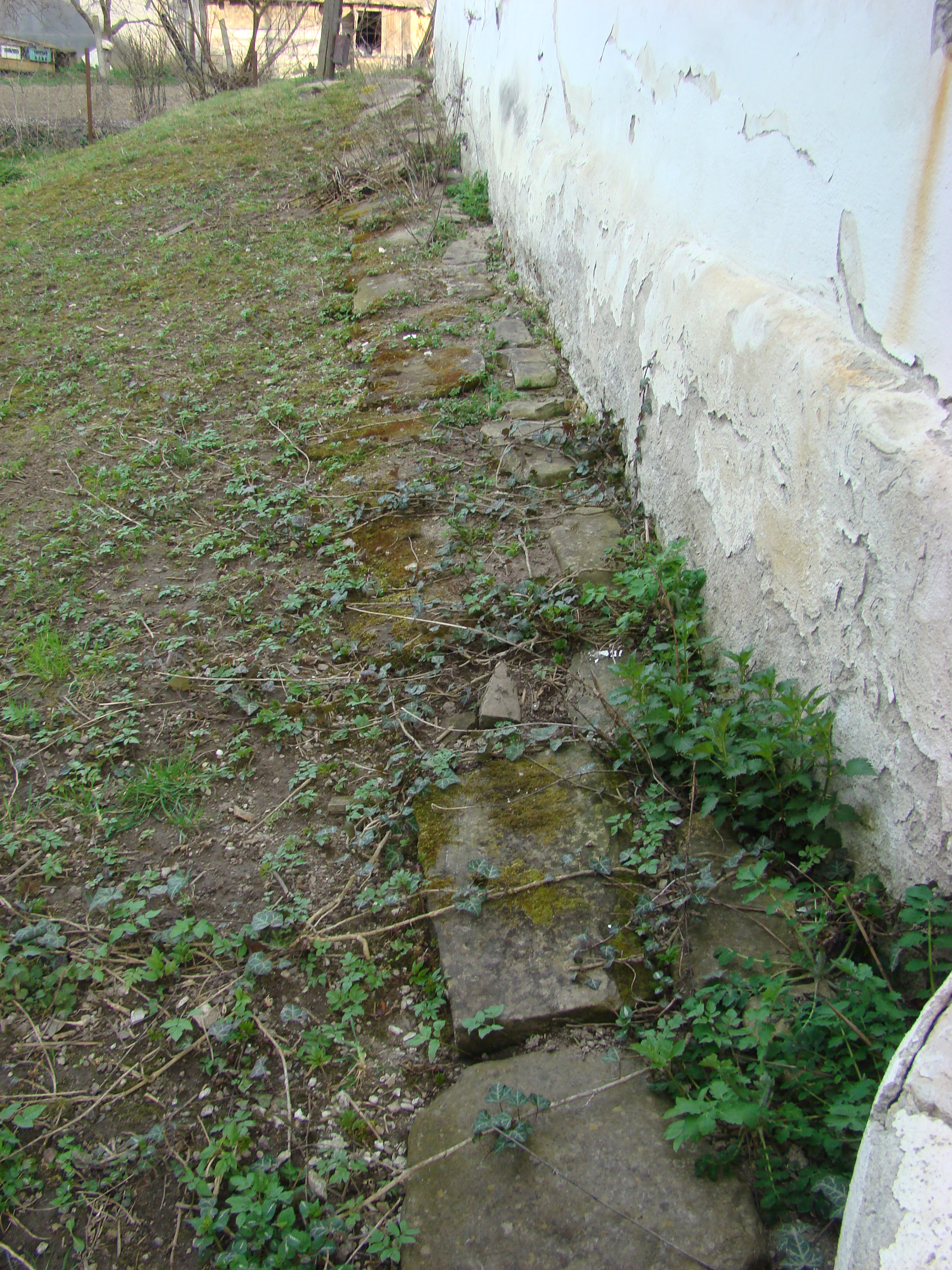
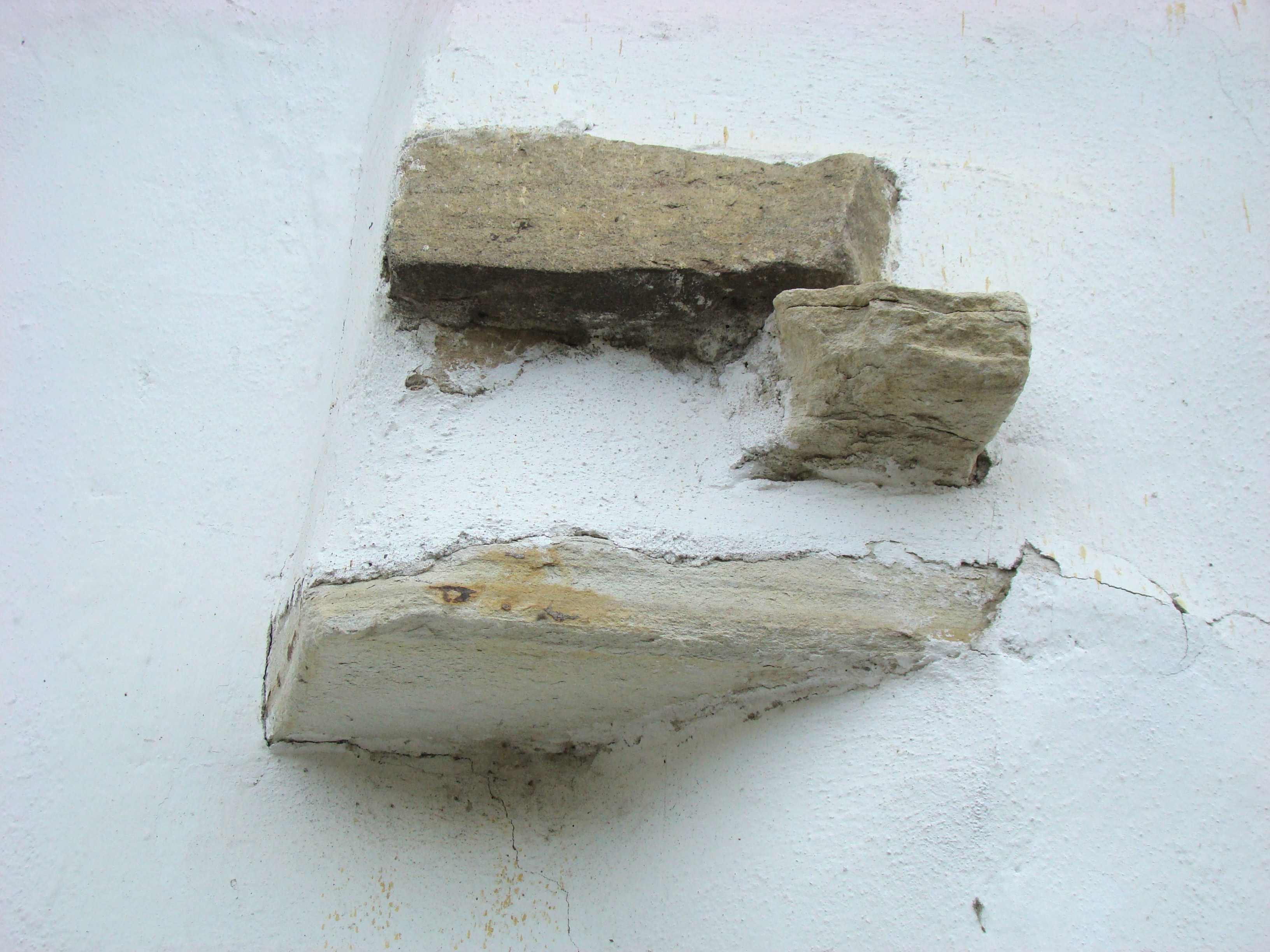
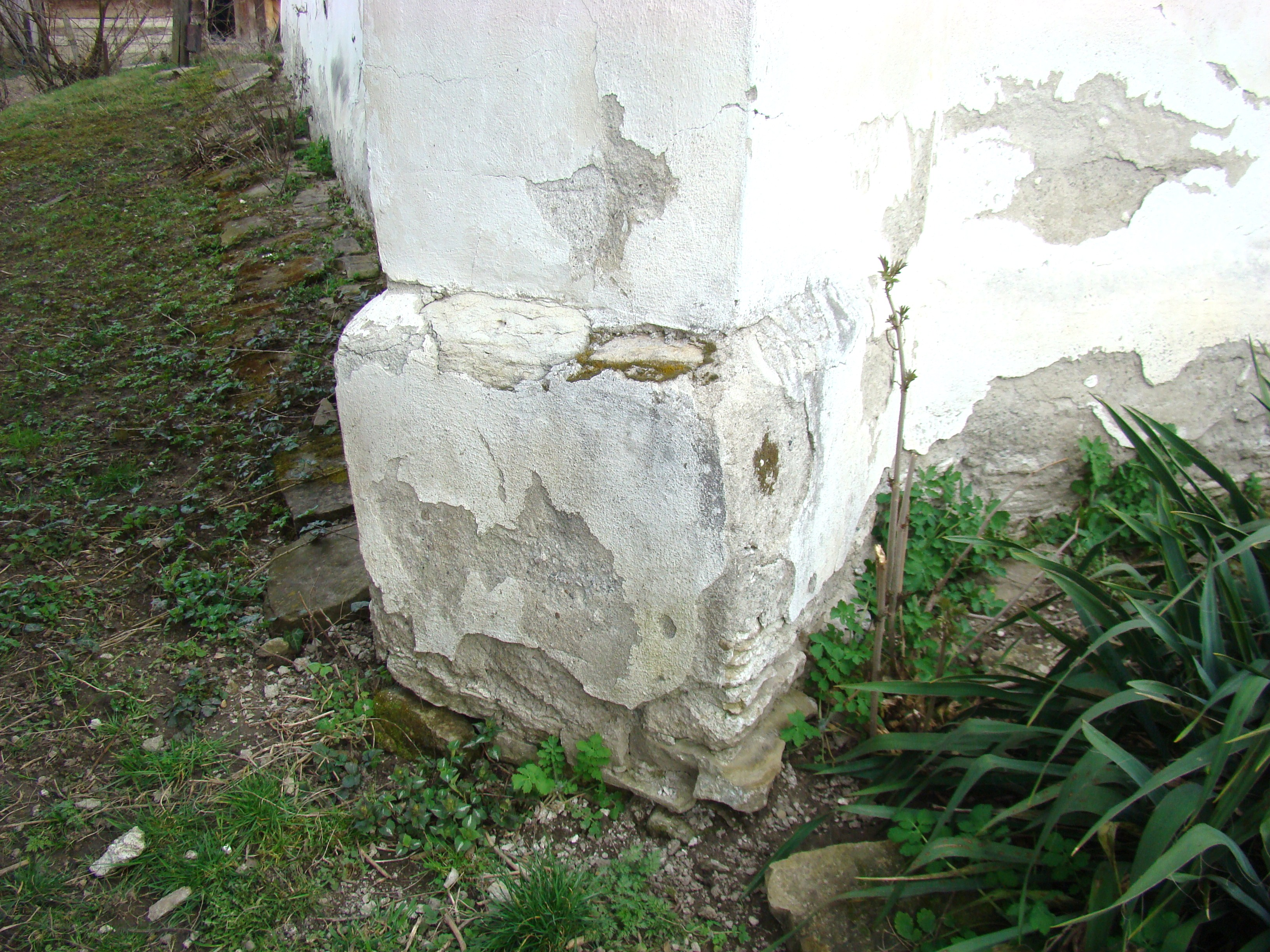
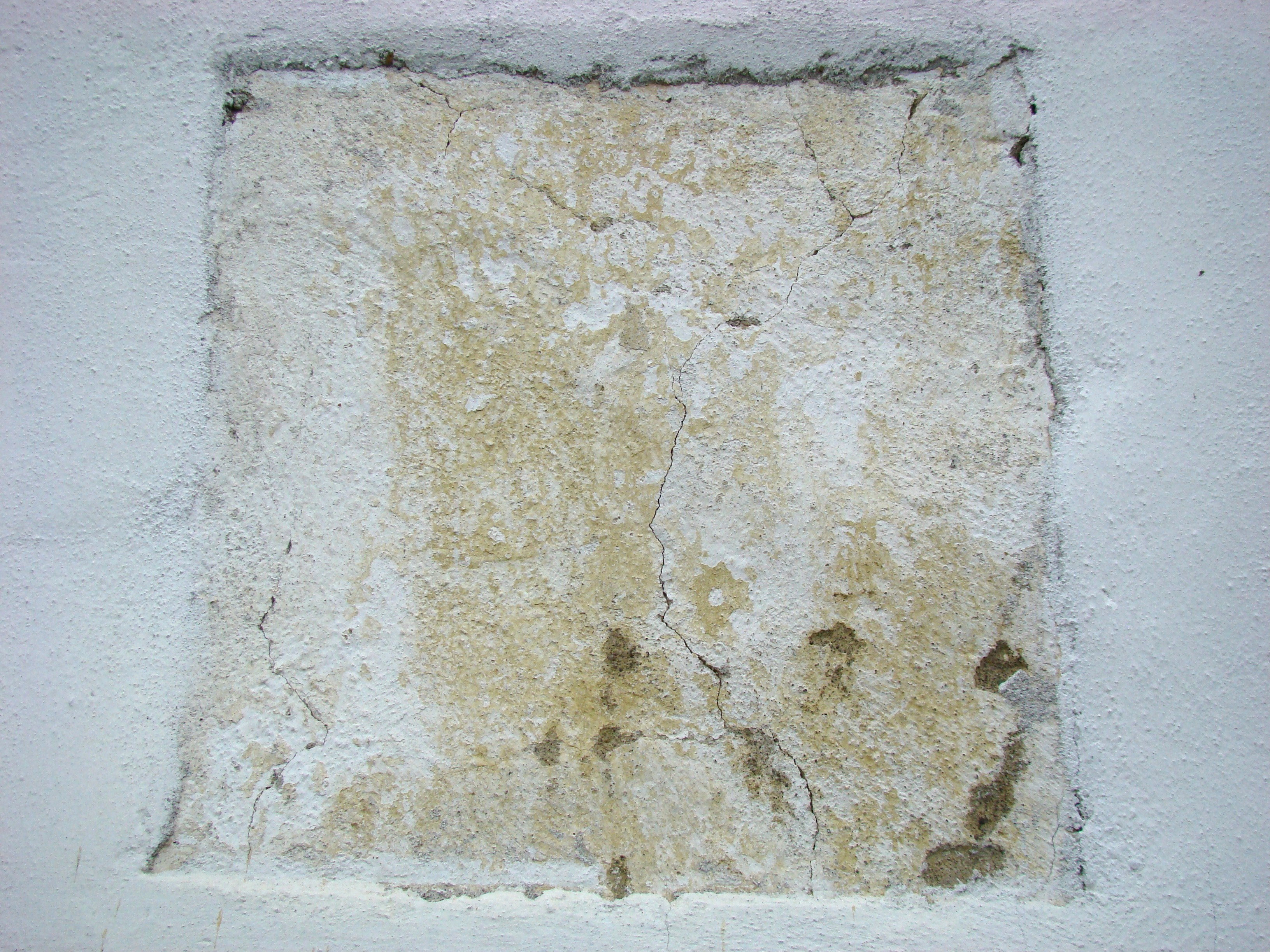
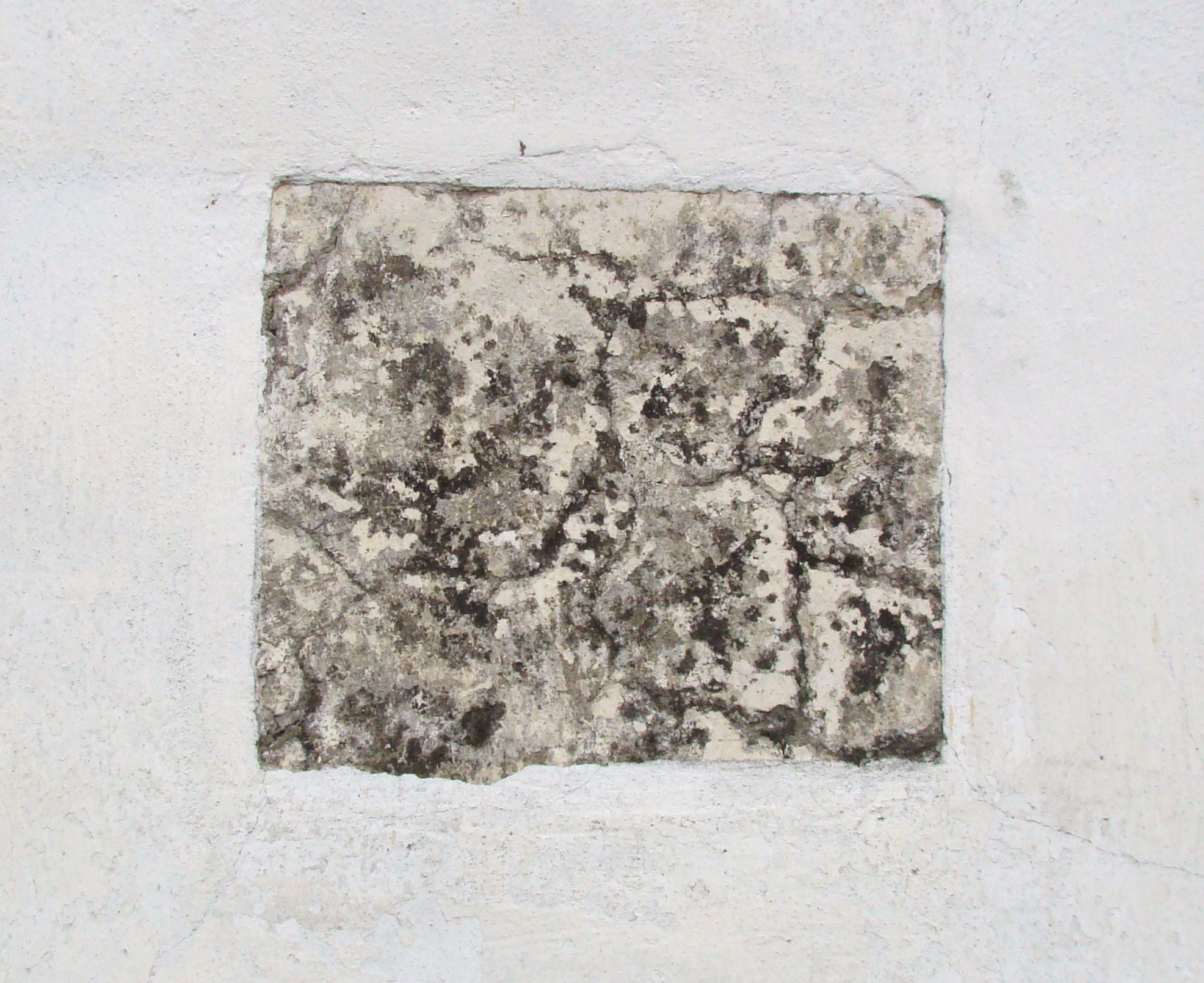
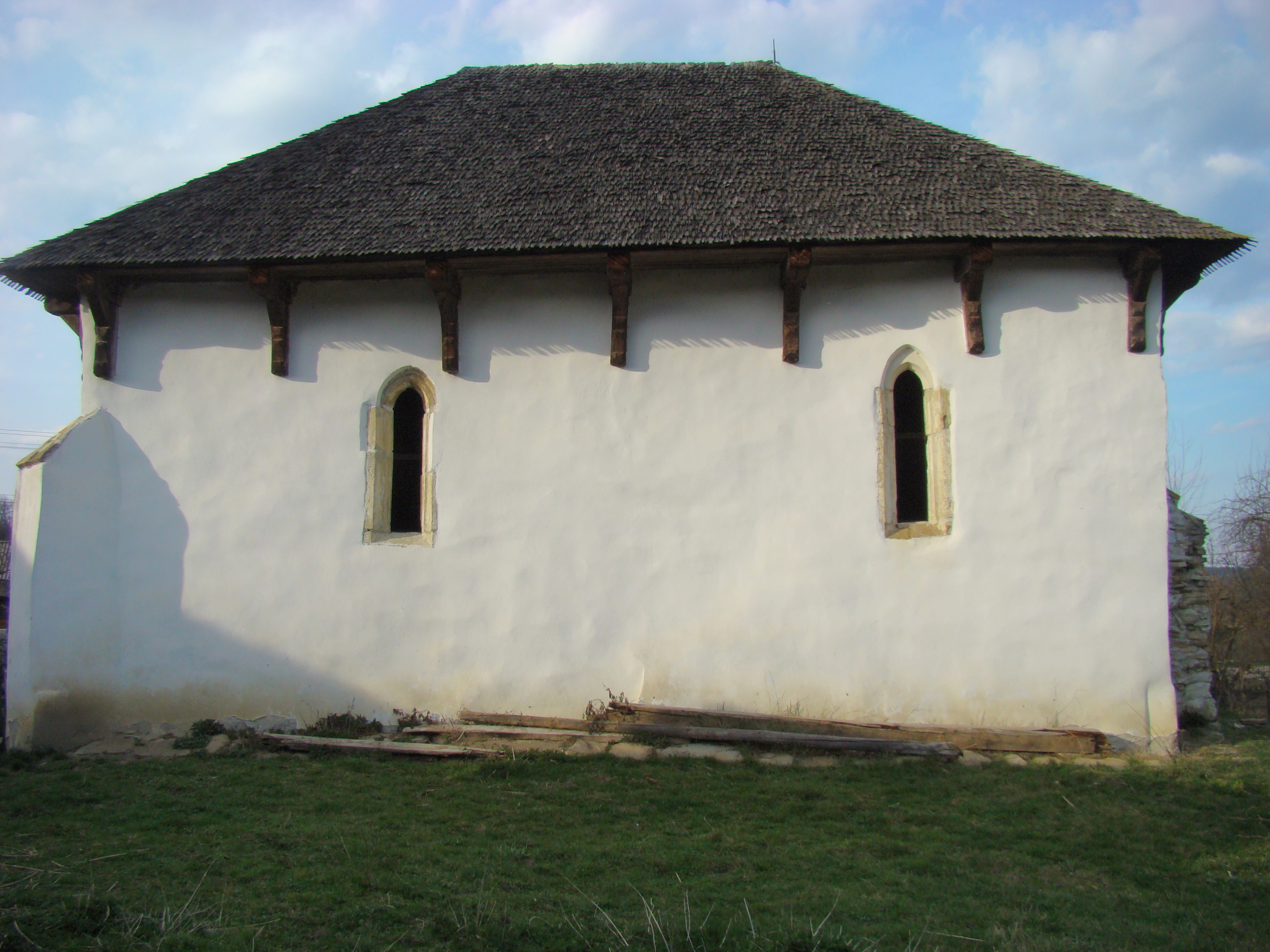
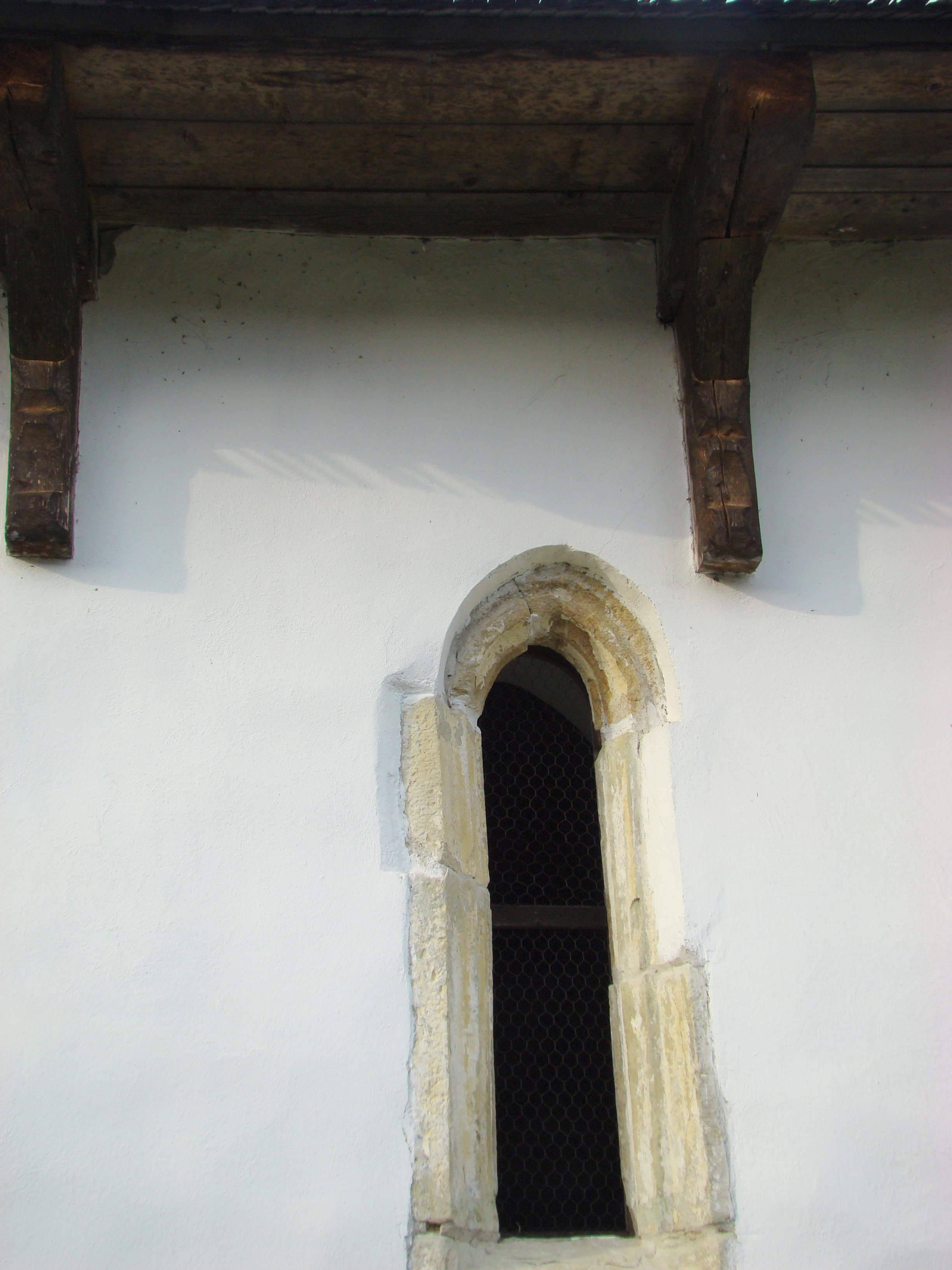
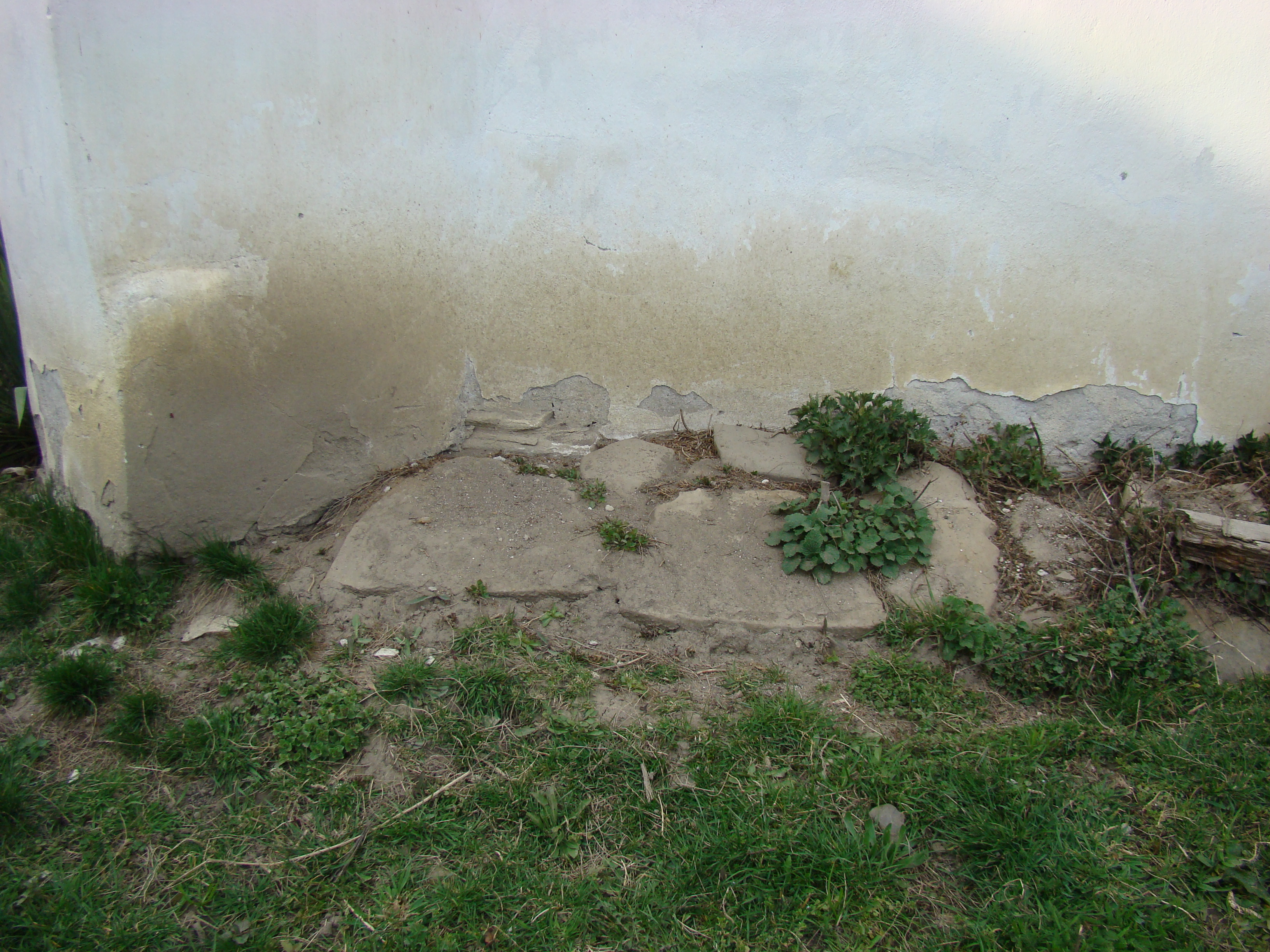
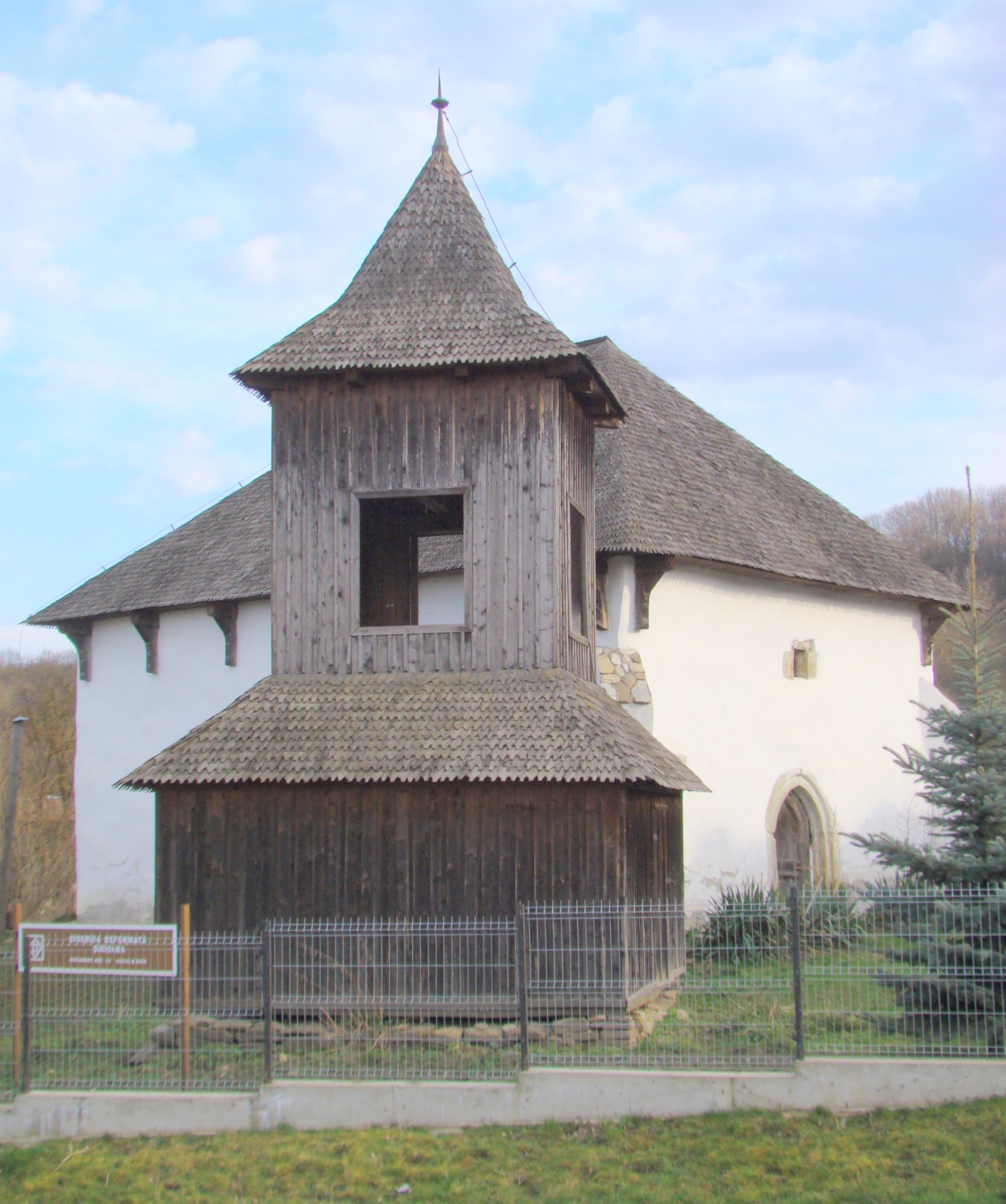

## Vezi și
- Șirioara, Bistrița-Năsăud